# 萨姆萨特
萨姆萨特，史称萨莫萨塔，是土耳其东南部阿德亚曼省的一个村庄，濒临幼发拉底河上游。古时为捍卫东西贸易通道上幼发拉底河重要渡口的设防城市，商业和战略地位很重要。公元前708年萨姆萨特并入亚述帝国。后成为希腊化的科马吉尼王国都城。公元73年被罗马帝国统治。640年被阿拉伯人从拜占庭帝国夺取，阿拉伯人称之为欣沙（Shimshāt）或沙穆沙特（Shamshāt）。萨姆萨特是古典作家琉善的出生地，也是早期基督教主教撒摩撒他的保罗的出生地。
萨姆萨特旧城已于1989年被淹没，原因是建设阿塔图尔克大坝。目前旧城沉在阿塔图尔克水库湖底。新城则于2017年3月2日大地震又严重被毁。目前该城已大规模重建。 